# Chelsea Blight
Chelsea Blight is een Australisch waterskiester.

## Levensloop
Blight werd in 2017 wereldkampioene in de Formule 1 van het waterski racing.

## Palmares
- Wereldkampioenschap: 2017